# 장살
장살(杖殺)은 사형방법 중 하나로, 때려 죽이는 것을 말한다. 사형 중에서 잔인한 정도로 따졌을 때 능지처참 다음으로 잔인한 사형방법으로 사형 방법 중에서도 잔인하기로 악명높기 때문에 극악무도한 범죄자이거나 원한이 깊은 적에게만 이 형벌을 집행했다. 보통 고문 중 매를 못이겨 죽은 경우가 대부분이다. 장살된 인물로는 임경업, 김덕령, 궁예 등이 있다.